# Ізотактична макромолекула
Ізотакти́чна ма́кромоле́кула (рос. изотактичная макромолекула, англ. isotactic macromolecules) — тактична макромолекула, що в основному складається з однакових видів конфігураційних основних ланок, які мають хіральні чи прохіральні атоми в основному ланцюзі однаково
розташовані відносно їх сусідніх структурних ланок.